# Parathyma maculosa
Parathyma maculosa är en fjärilsart som beskrevs av Van Eecke 1914. Parathyma maculosa ingår i släktet Parathyma och familjen praktfjärilar. Inga underarter finns listade i Catalogue of Life.